# Asiatech
Asiatech foi nome da Asia Motor Technologies France uma fabricante de motores fundada pelo capital privado japonês sob a liderança do Dr. John Gano e Enrique Scalabroni que compraram as ações da Peugeot no programa de desenvolvimento de motores para a Fórmula 1 no final da temporada de 2000. Seu objetivo era adquirir a mais alta tecnologia de motores europeus para a Ásia e criar uma equipe de Fórmula 1 com temas asiáticos. Aumentou o pessoal de 170 para 221 funcionários, forneceu seus motores em desenvolvimento para testes sem custo para equipes menores em 2001 e 2002 e projetou e apresentou o modelo de túnel de vento de seu chassi original de Fórmula 1 quando seu financiamento privado japonês falhou em 2002. A Asiatech devolveu os funcionários e as instalações que havia adquirido de volta à Peugeot e encerrou suas atividades no final da temporada de 2002.
Forneceu motores para a equipe Arrows em 2001 e Minardi em 2002, com pouco sucesso.

## História
Em 2001, a Asiatech forneceu seus motores V10 à equipe de Fórmula 1 Arrows gratuitamente. Em 2002, tentou obter melhores resultados com a Minardi. Nesse ano, a Arrows, que usava motores Cosworth, ficou sem financiamento na metade da temporada de 2002 e encerrou suas atividades. Na temporada de 2002, a confiabilidade do motor da Asiatech aumentou para terminar em quarto lugar entre os 9 fornecedores de motores de Fórmula 1, empatados com a BMW pela confiabilidade. Quatro dos 14 abandonos da equipe Minardi durante a temporada foram relacionadas aos motores. 
Durante esta temporada, a Asiatech começou a considerar a possibilidade de iniciar sua própria equipe de Fórmula 1 e comprou um antigo escritório de design da Williams em Didcot. Eles também recrutaram a ajuda de Enrique Scalabroni, que projetou um protótipo de carro de Fórmula 1. O carro deveria ser inicialmente um banco de ensaios para os motores da Asiatech e, posteriormente, entrando na temporada de 2004. No entanto, a Asiatech desistiu no final da temporada de 2002. 
Em maio de 2002, houve relatos de que, para a temporada de 2003, a Asiatech poderia fornecer à Jordan motores ou até comprar a equipe. Isso aconteceu depois que a Honda decidiu concentrar seus esforços no motor na equipe BAR e anunciou que retiraria o suprimento da equipe de Eddie Jordan no final da temporada de 2002. Quando seu financiamento privado japonês foi cortado durante a temporada de 2002, anunciou seu encerramento em 3 de novembro de 2002, com funcionários retornando à Peugeot ou passando para a Renault e outros programas de motores de Fórmula 1.
Em fevereiro de 2003, os ativos da empresa de motores Asiatech foram vendidos em um leilão em Paris, supervisionado por Jacques Martin e Gilles Chausselat. Foram incluídos no leilão 18 motores, um dinamômetro, uma variedade de máquinas-ferramentas, além de equipamentos de medição eletrônica, entre outras coisas. 

## Fornecimento de motores
| Ano  | Construtor | Motor                 |
| ---- | ---------- | --------------------- |
| 2001 | Arrows     | Asiatech 001 V10 3.0  |
| 2002 | Minardi    | Asiatech AT02 V10 3.0 |

## Curiosidade
Antes do nome oficial "Asiatech", os compradores da Peugeot Sport F1 eram conhecidos apenas com o nome de Asia Motor Technologies, ou AMT. No videogame de Fórmula 1 de 2001, o nome usado para o motor da equipe de F1 Arrows é "AMT", e não a Asiatech.